# Santuário Meiji

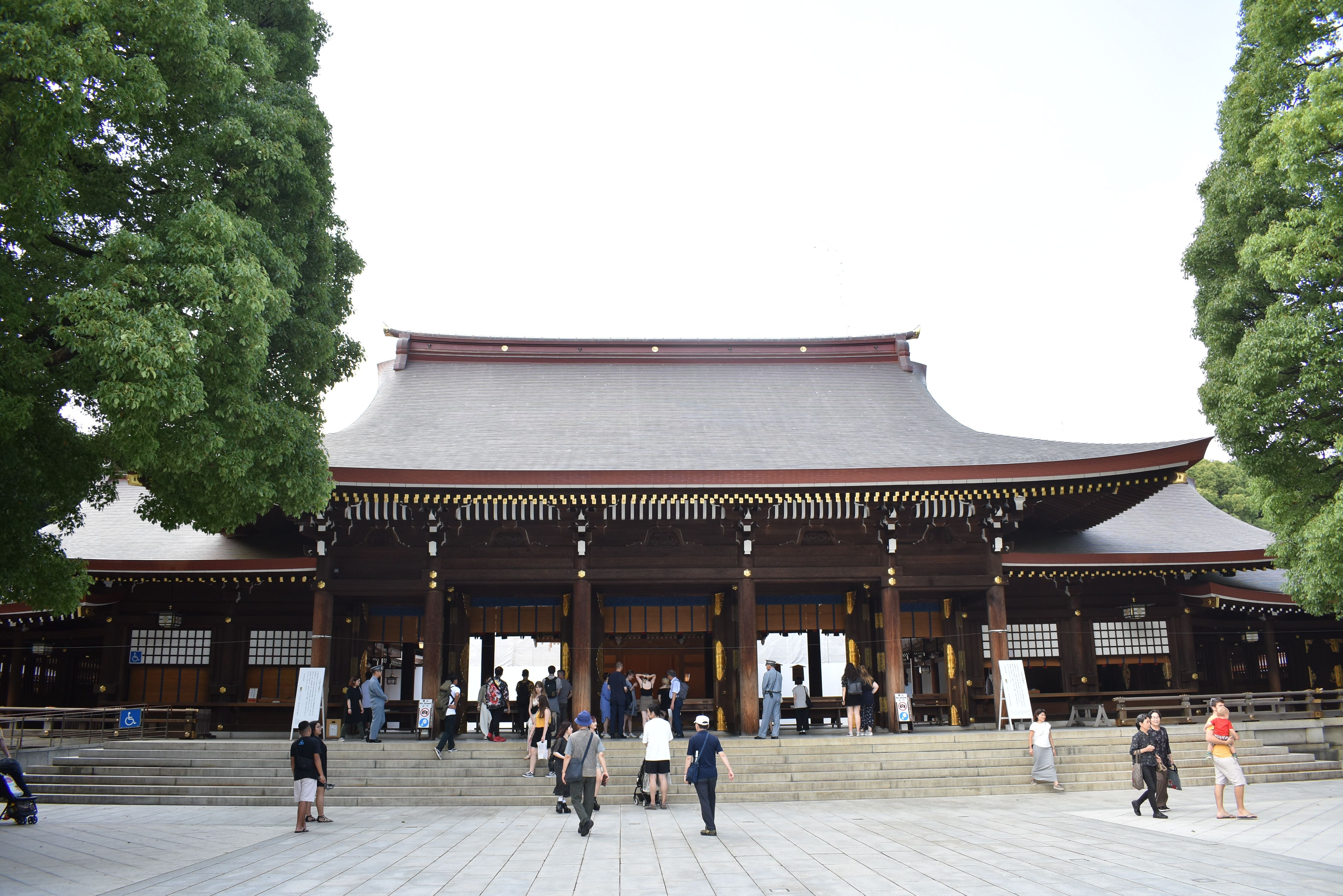
O santuário central onde o Meiji-tennō é adorado. Os telhados do santuário são feitos de cobre e doações de crentes.

O Santuário Meiji (明治神宮, Meiji Jingū), localizado em Shibuya, Tóquio, é o templo xintoísta que é dedicado aos espíritos deificados do Imperador Meiji e sua esposa, a Imperatriz Shōken.

## História

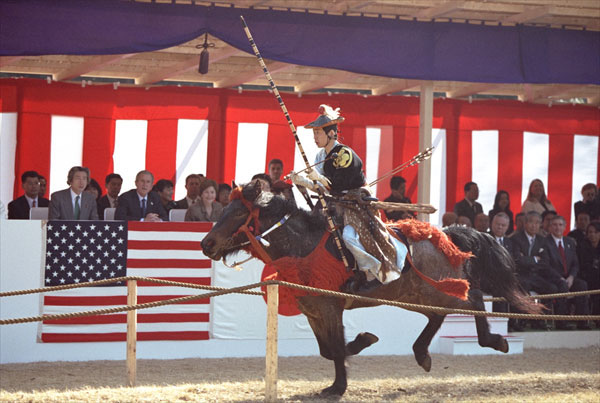
Em novembro de 2001, Yabusame fez uma demonstração para o presidente George W. Bush no Meiji Jingu.

Após a morte do Imperador em 1912, a Dieta do Japão aprovou uma resolução para comemorar seu papel na Restauração Meiji. Um jardim em uma área de Tóquio onde o Imperador Meiji e a Imperatriz Shōken frequentavam foi escolhido como o local do edifício.
A construção começou em 1915 sob o comando de Itō Chūta, e o templo foi construído no estilo tradicional nagare-zukuri e é feito principalmente por cipreste japonês e cobre. Ele foi formalmente dedicado em 1920, concluído em 1921 e seus terrenos foram oficialmente concluídos em 1926. Até 1946, o Santuário Meiji era oficialmente designado um dos Kanpei-taisha (官幣大社), o que significa que era um dos templos xintoístas mais apoiados pelo governo.
A construção original foi destruída durante os bombardeios de Tóquio na Segunda Guerra Mundial. A configuração atual do santuário foi financiada através de um esforço de angariação de fundos públicos e concluída em outubro de 1958.
O Santuário Meiji recebeu atenção nos tempos modernos por recebera visita em 2009 da Secretária de Estado dos Estados Unidos Hillary Clinton. Após chegar em Tóquio em sua primeira visita representando o recém-eleito Presidente Barack Obama, ela foi para o santuário antes da reunião com líderes do Japão para mostrar seu "respeito pela história e cultura do país".
Em janeiro de 2010, o Ministro de Relações Estrangeiras das Alemanha Guido Westerwelle demonstrou o mesmo respeito quando concluiu sua visita ao Japão com uma visita ao templo.

## Complexo de templos
O Santuário Meiji localiza-se em uma floresta que cobre uma área de 700 mil metros quadrados (cerca de 175 acres). Esta área é coberta por uma floresta que consiste de 120 mil árvores de 365 espécies que foram doadas por pessoas de todas as partes do Japão quando o templo foi estabelecido. A floresta é vista por muitos como uma área de recreação e relaxamento no centro de Tóquio. O próprio templo é composto de duas áreas principais:

### Naien
O Naien é o recinto interior, que é centrado nas construções do templo e inclui um museu de tesouros que abriga artigos do Imperador e da Imperatriz. O museu de tesouros foi construído no estilo Azekurazukuri.

### Gaien
O Gaien é o recinto exterior, que inclui a Galeria Memorial de Fotos Meiji, que abriga uma coleção de 80 grandes murais ilustrativos de eventos nas vidas do Imperador e sua esposa. Ele também inclui uma variedade de instalações esportivas, incluindo o Estádio Nacional (Estádio Meiji Jingu Gaien e mais tarde, desde 1956, no mesmo local o Estádio Olímpico de Tóquio), o Hall Memorial Meiji, que foi originalmente usado para reuniões do governo, incluindo discussões sobre a formulação da Constituição Meiji no final do século XIX. Hoje ele é usado para casamentos xintoístas.

## Galeria

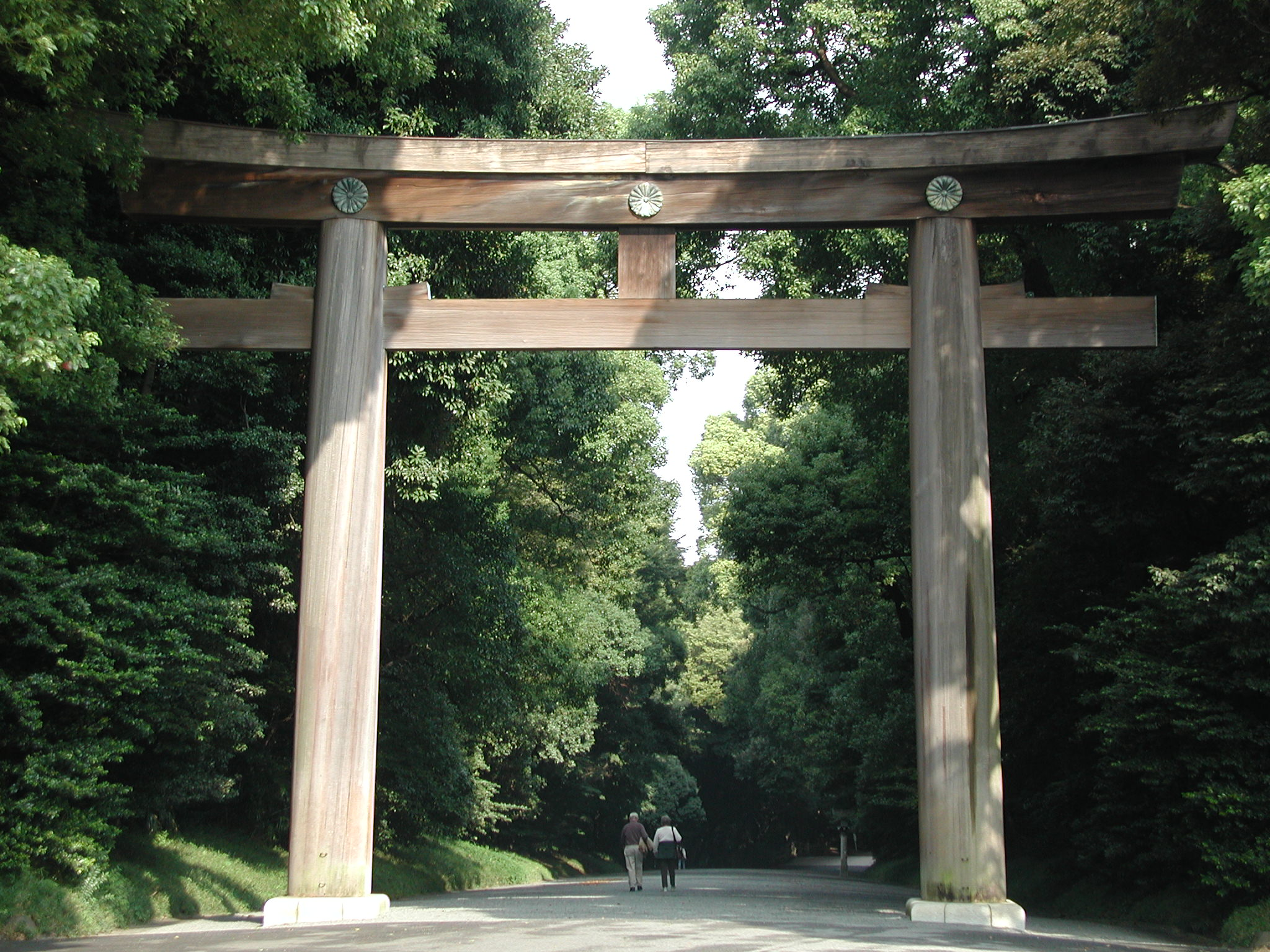
Outra vista do torii na entrada do Meiji-jingu
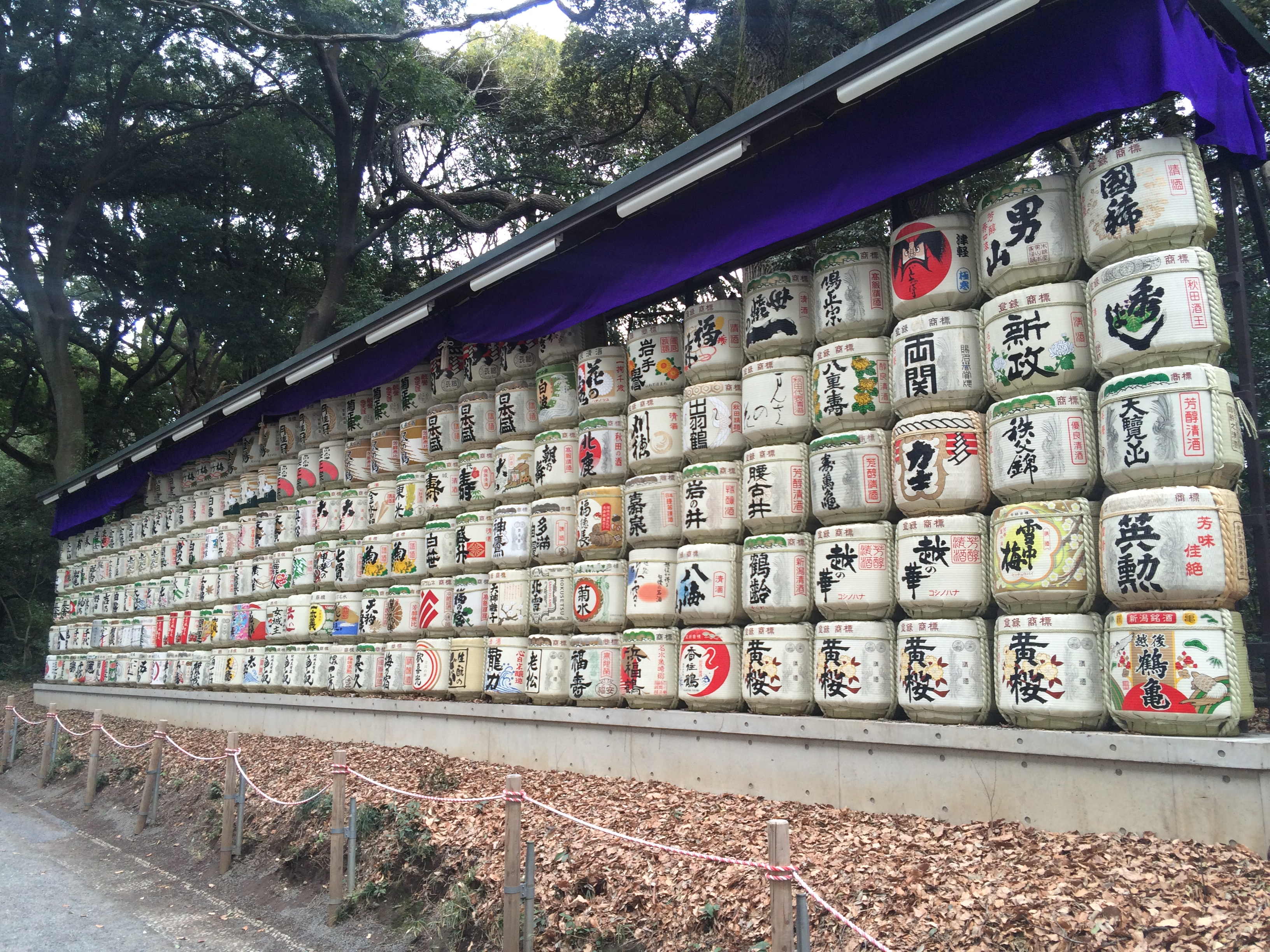
Barris de saquê (nihonshu) doados ao Santuário Meiji
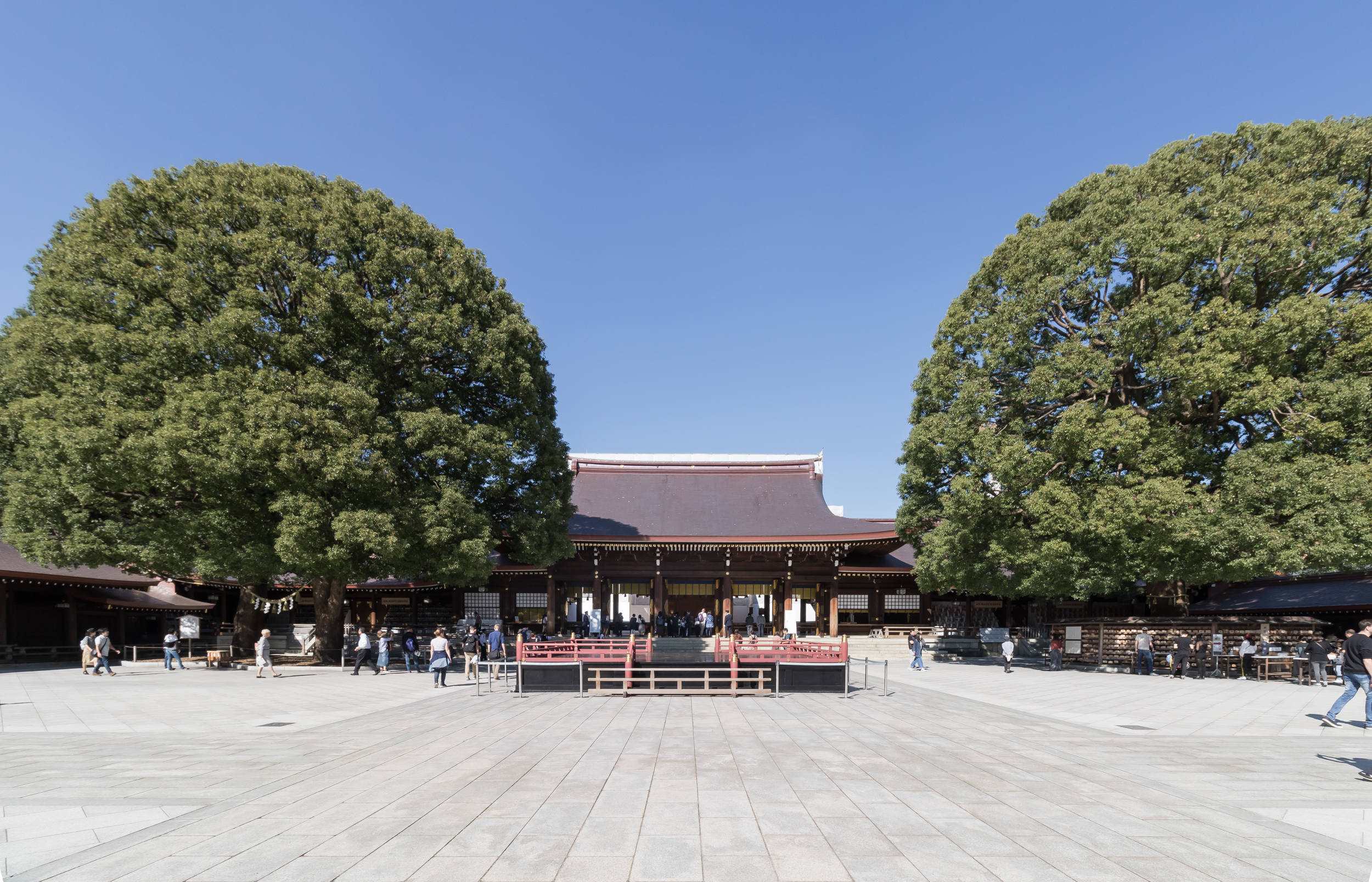
Visão completa do santuário
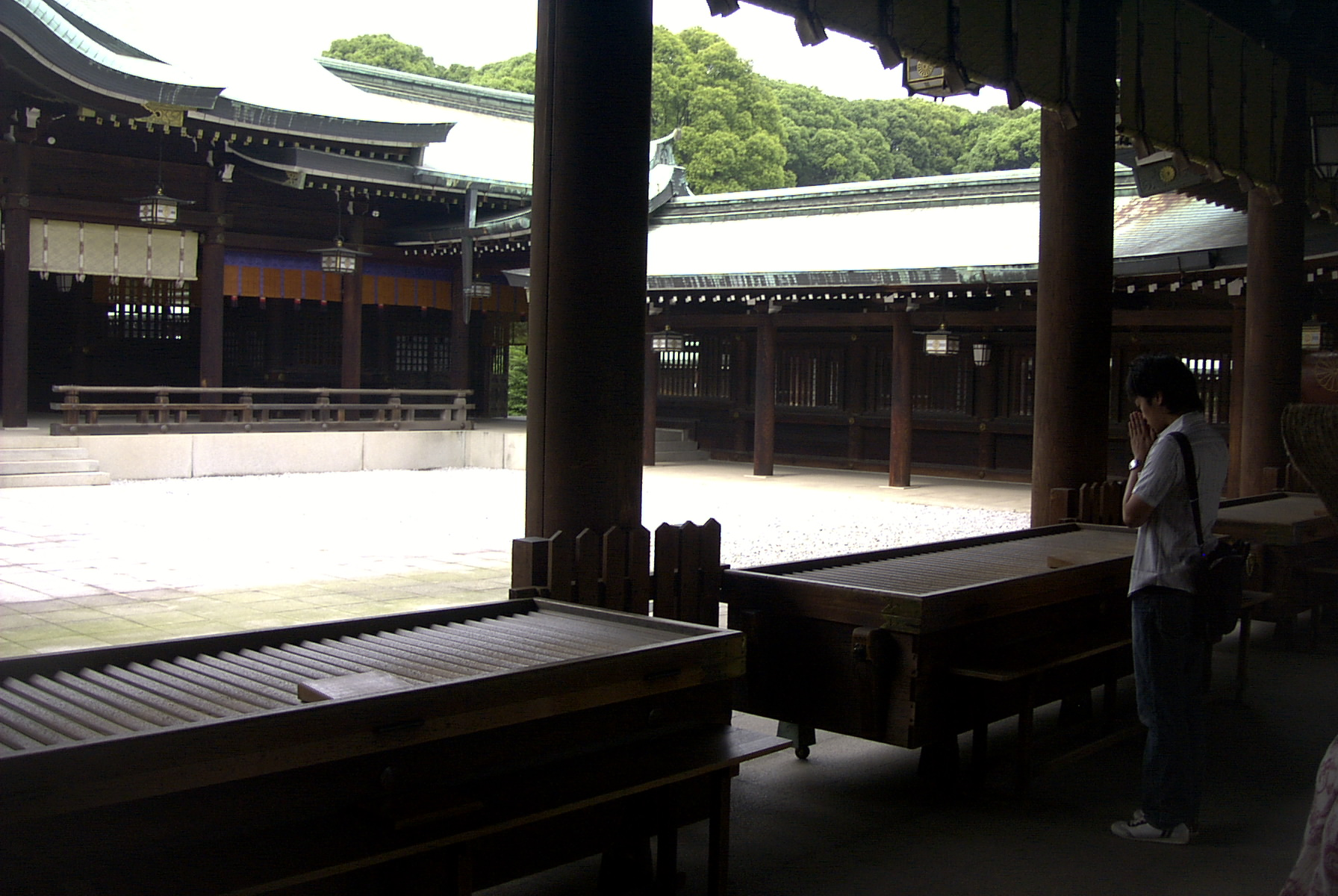
O santuário central onde o imperador Meiji é consagrado
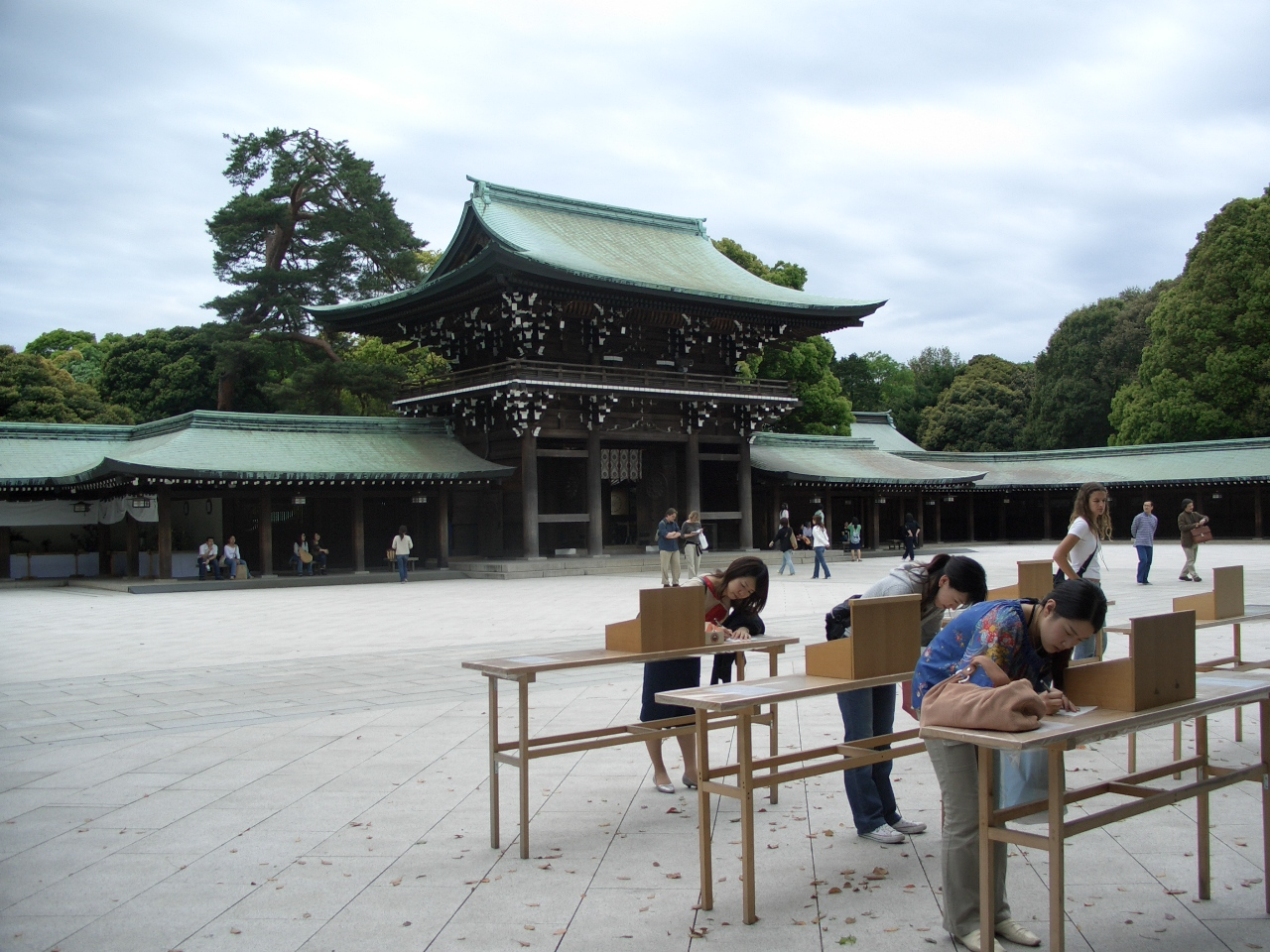
Mulheres assinando orações no pátio principal
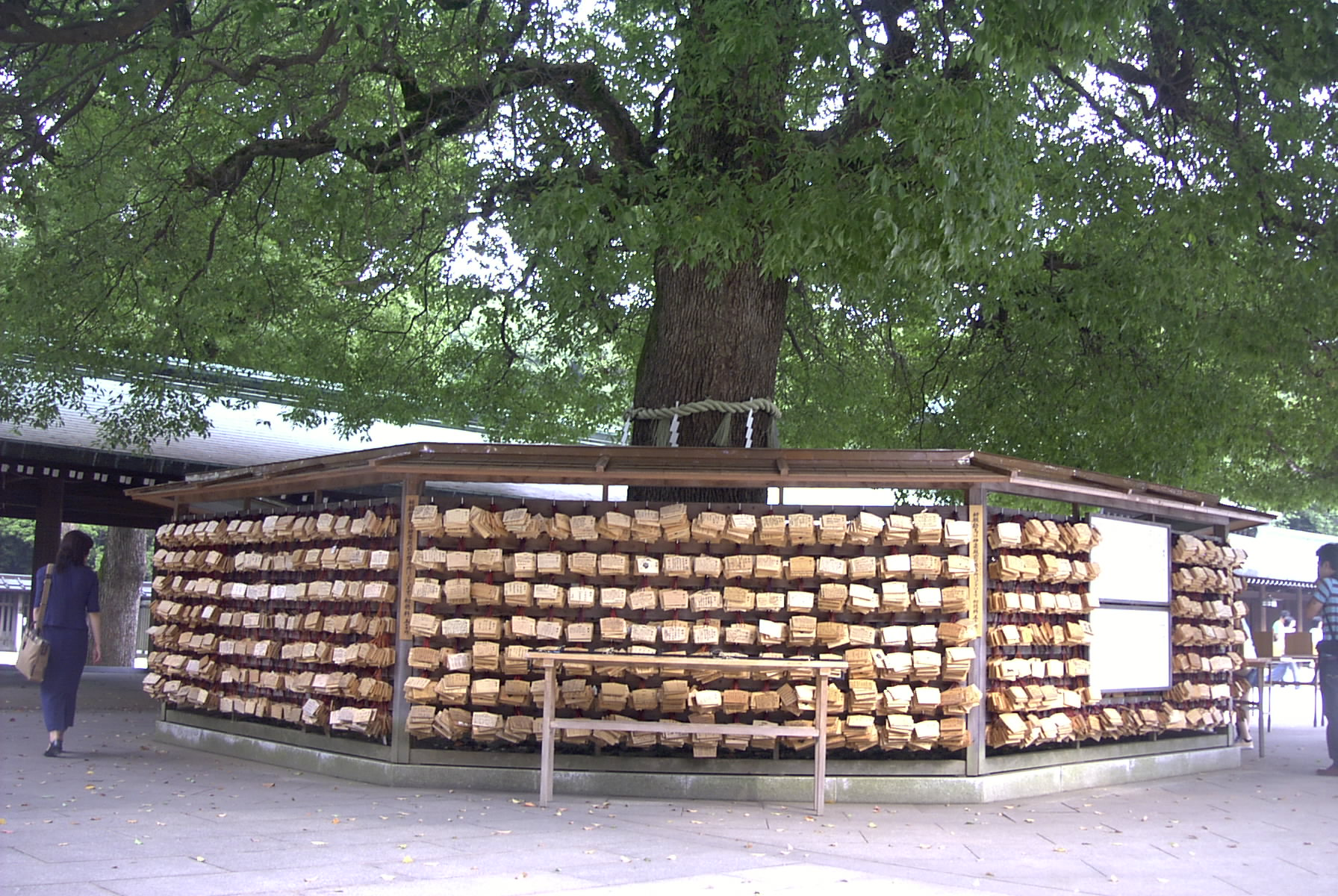
Orações deixadas por visitantes
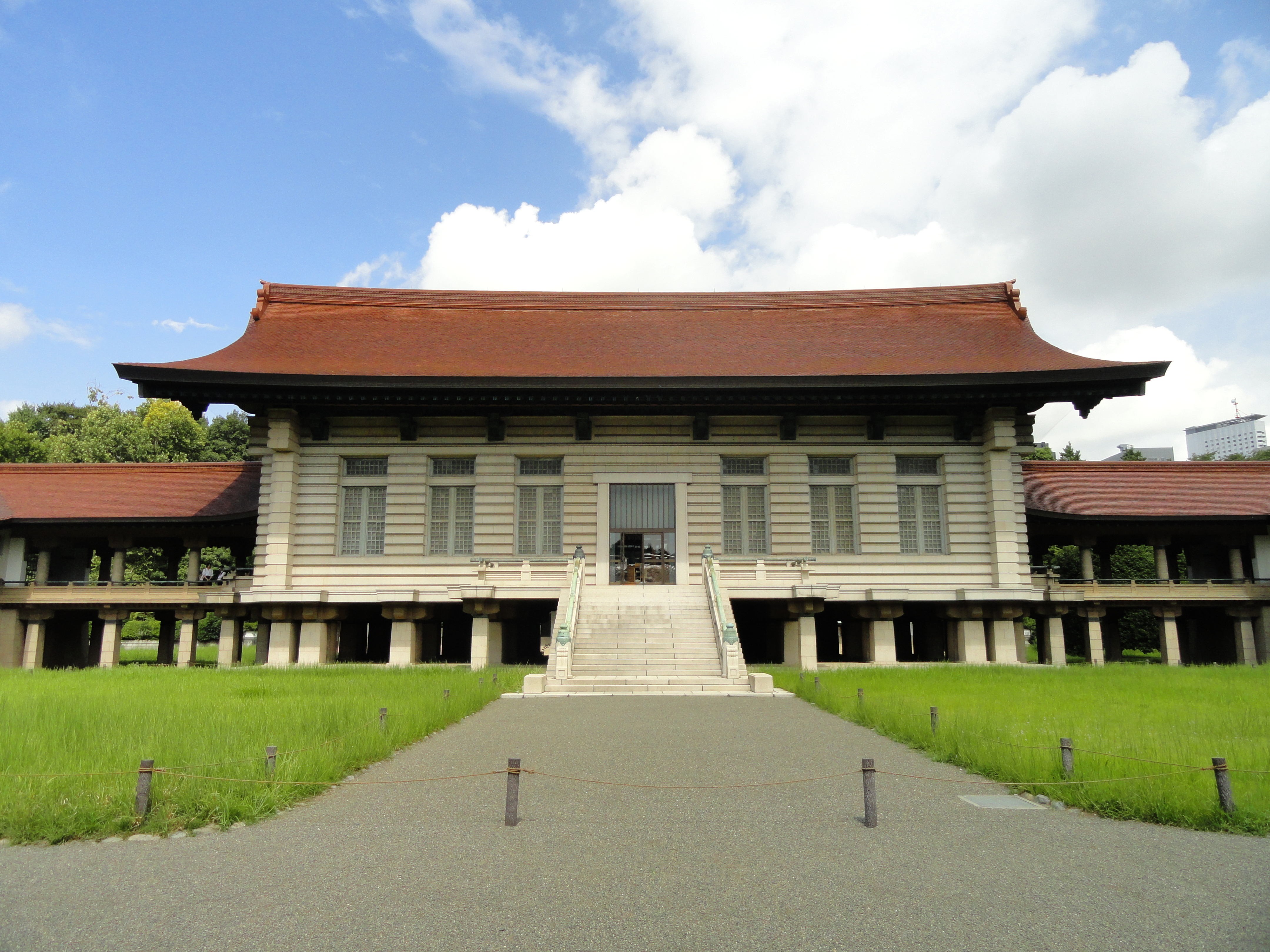
Museu do Tesouro do Santuário
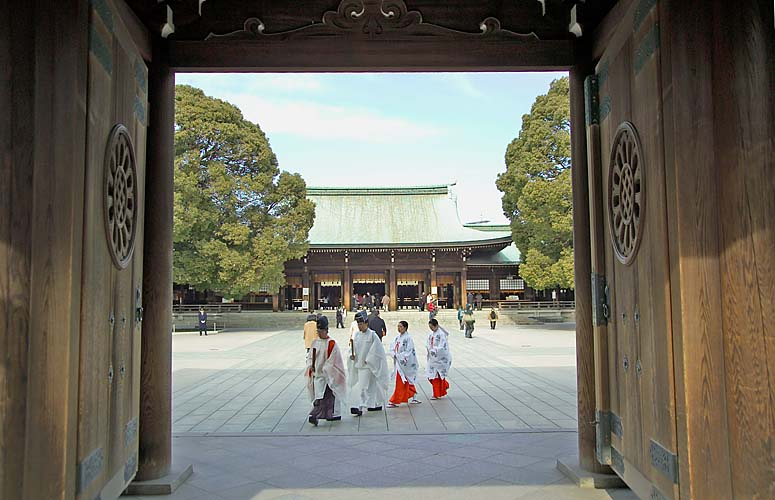
Sacerdotes vestindo roupas tradicionais na preparação para um casamento no Santuário Meiji
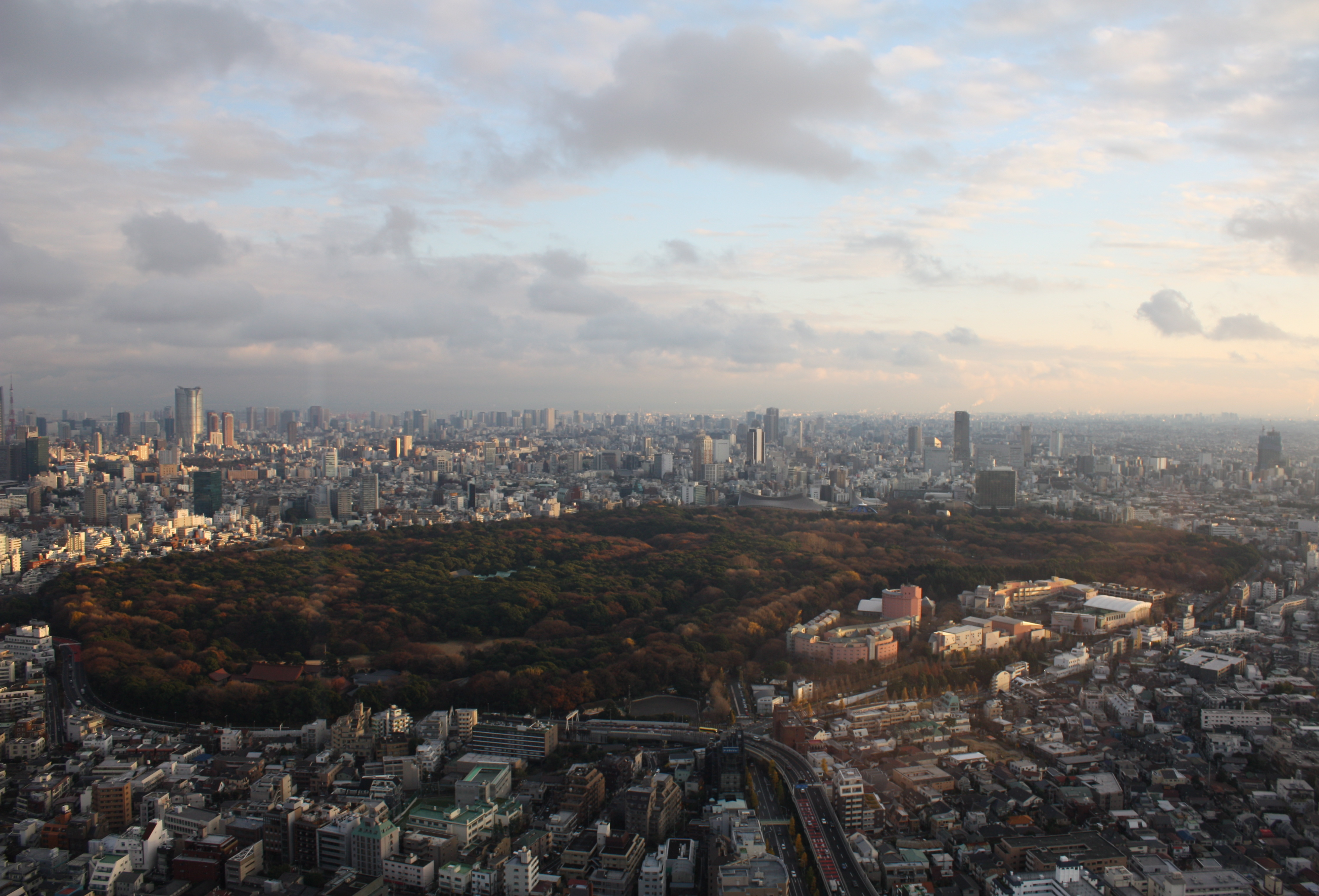
Santuário Meiji com Parque Yoyogi